# 贞子3D
《贞子3D》（英語：Sadako 3D）是2012年5月12日在日本上映的惊悚片和恐怖片，是环界系列电影之一。

## 剧情
高中女教師鮎川茜和同僚榎木在上網的时候看到一道消息，茜以為這只是純屬虛構。
一日，茜的學生典子為了找詛咒影片而在課堂上玩手機被茜沒收，典子將手機領回後發現手機竟然自動播放起顯示「404Not Found」的影片網址，聽到了「不是妳」之後被從手機螢幕鑽出的貞子推下自家房間死亡。
這件事導致茜整個人意志消沈，而負責此案的刑警小磯告訴她詛咒影片跟一個叫做柏田清司人物有關，而典子的好友理沙為了追查典子的死因，在自習教室看了詛咒影片，而貞子就從螢幕中鑽了出來，打算把理沙殺死時，茜及時趕到後大叫「不要啊！」讓螢幕被破壞，救回理沙，但也因此讓理沙住院。茜就發現了所謂的詛咒影片是真實存在的。茜也把這件事情告訴了男友孝則。
柏田是藝術家，而因為某事件導致他被網民圍剿，就打算自殺。而詛咒影片的關鍵內容就是柏田說的「來，開始吧」，柏田被貞子殺死的畫面及「S的復活」，身為超能力者的茜具有大喊就能將物體破壞的能力，所以被貞子選來當成肉身，所以詛咒影片的「不是妳」就變成了「就是妳」
某日孝則點開了詛咒影片，茜看見了之後馬上阻止，發現無法關閉連結，而貞子也從螢幕竄出，同樣大喊「不要」的茜將孝則帶出自家，但是來到具有電視強功能的卡車前面時，貞子再度竄出，將孝則拉進電視中，茜此時崩潰大哭，而她也被負小磯刑警詢問詛咒影片的事，茜提到了「S的復活」以及貞子正在找肉身的事情。起先不相信的小磯看見被貞子長髮覆蓋的部下中村用手槍自殺後察覺事情的嚴重性，立即展開行動
離開警署的茜發現了榎木，榎木告訴茜理沙正在自殺，而孝則有可能會死，所以茜追著發瘋狂笑的榎木，但是追到一半榎木就不見人影，聽到「在這裡」的茜回頭發現了榎木被吊死的遺體，而她抬頭一看，發現了被貞子的手牽引去跳樓的理沙，她趕到現場及時將理沙救回。
同時，小磯來到了柏田的居所，發現了柏田打算讓貞子復活並詛咒所有人類的事情，更發現他的住家寫了許多的「貞子」以及怪物般的貞子壁畫，以及他將無辜女性綁架後丟下古井的事實。所以他開車去將茜載來了柏田的住所，來到了柏田將無辜女性丟下的古井，此時，怪物般姿態的的貞子從古井爬出，將小磯咬傷後開始追殺茜，而且數量越來越多，茜用盡了各種方法將怪物貞子殺死，最後被怪物貞子包圍時，茜使用了能力將怪物貞子消滅。
回去尋找孝則的茜此時被常人型態（不是臉腐爛的貞子，而是有著美少女的臉蛋以及身穿白色衣裳）的貞子抓住咽喉，貞子對她說了「就是妳，妳跟我是一樣的。」，茜則表示自己跟用超能力殺人的貞子不一樣，貞子便召喚出孝則並強迫他拿利刃自殺，不希望孝則死去的茜大叫「妳想要的是我吧！？」，貞子就附身於茜的身體，茜開始掙扎，抗拒貞子的附身，頭髮也開始長長並昏迷。
醒來的孝則聽到茜的哭喊，將柏田用來拍攝詛咒影片的智慧型手機砸爛，便看到包裹著茜的毛髮團掉落於自己面前，發現被包裹的茜的孝則將貞子的頭髮撥開，找到了茜。此時茜也醒來，成功解除貞子的附身，兩人因為自己得救了而放心並緊緊的擁抱在一起。
電影結束前的一段畫面，詛咒影片正在家用電腦上播放，而柏田正坐在椅子上，對著觀眾說：
「來，再開始一次吧」
語音結束，貞子的手從電腦螢幕竄出。

## 演员
| 演员     | 角色     | 备注 |
| 石原里美 | 鮎川茜   | 高中女教师。(註：在原作小說中為高山龍司和貞子的女兒) |
| 瀬戸康史 | 安藤孝则 | 高中女教师鮎川茜的男友，同時也是七夜怪談原作小說第2集「復活之路」中，安藤醫生之子，在小說「復活之路」的敘述中，原本死亡但後來藉著DNA技術、和貞子的身體協助復活，復活後快速成長為生前的年紀和外表，但沒有死亡期間的記憶，不知道自己曾經死亡過，孝則便以此方式存活至今。 |
| 山本裕典 | 柏田清司 | 詛咒影片的始作俑者，為了報復網路攻擊自己的人而企圖讓貞子復活詛咒人類。該角色取材於2013年七夜怪談系列小說新作「惡潮擴張」的柏田誠二。(註：在原作小說的設定中，真實身分為死而復活的高山龍司。)                                                                           |
| 田山涼成 | 小磯勇吾 | 日本警察 |
| 桥本爱   | 山村贞子 | 美少女型態的貞子，企圖將茜的身體佔為己有，變成自己的肉身。 |
| 高橋努   | 中村正彦 | 日本警察。 |
| 高良光莉 | 北山理沙 | 茜的學生，在好友死去後追尋著詛咒影片的真相 |
| 平祐奈   | 小鮎川茜 | 茜小的時候。 |
| 染谷將太 | 榎木     | 安藤孝則的同僚。 |

## 主題曲
- SID 「S」

## 制作
石原里美主演的恐怖片一上映，引发了日本国内的“恐怖旋风”，“贞子”成为了日本恐怖片的代名词。
石原里美等人在5月份在日本各地宣传影片，所到之处更是引发骚动。
日本东京涩谷街头，更是因为宣传《贞子3D》，出现了50个贞子齐聚街头的景观。
在2012年5月12-13日的日本周末票房榜上，《贞子3D》（周票房2.47亿）位列《罗马浴场》（周票房3.63亿）之后，虽然获得了巨额经济效益，但是被日本网友恶评：“史上最搞笑的恐怖片”，“贞子太弱了”。
该片累计票房达13.5亿日元，为日本2012年度票房排名第33。 （页面存档备份，存于）